# Harbin
Pour les articles homonymes, voir Harbin (bière).
Harbin (du mandchou : ᡥᠠᡵᠪᡳᠨ), pouvant également être translittéré Harbin (chinois simplifié : 哈尔滨 ; chinois traditionnel : 哈爾濱 ; pinyin : Hā'ěrbīn), Kharbine ou encore Charbin, est la capitale de la province du Heilongjiang, en république populaire de Chine. Elle a le statut administratif de ville sous-provinciale. 
Elle se situe sur les rives méridionales de la rivière Songhua. Harbin est une ville industrielle florissante, c'est aussi le plus important centre politique, économique, scientifique, culturel et le nœud de communications de la Chine du nord-est. Le dialecte de Harbin (groupe nord-est du mandarin) y est parlé. La ville est également le siège de la Harbin Aircraft Manufacturing Corporation qui produit des petits avions et des hélicoptères, et emploie 16 000 personnes. 
Harbin est connue pour être une des villes principales en Mandchourie et en Asie du Nord-Est. Elle porte le surnom de « Perle du cou (du cygne) » en raison de la forme générale du Heilongjiang (en forme de cygne) mais également de « Moscou d'Orient » ou de « Paris d'Orient », en raison de l'architecture de la ville. Mais elle est également surnommée Ville de Glace en raison du long hiver qui y règne.

## Histoire
Les premières traces d'occupation humaine dans la région de Harbin datent d'au moins 2200 av. J.-C. (fin de l'âge de la pierre). Cet endroit s'appelait auparavant Pinkiang. 

### XXesiècle
La fondation de la ville actuelle de Harbin date de 1898, avec la construction du Chemin de fer de l'Est chinois par la Russie. Après la défaite russe lors de la Guerre russo-japonaise (1904-1905), l'influence de la Russie a diminué et 160 000 ressortissants de trente-trois pays (notamment les États-Unis, l'Allemagne et la France) s'installèrent à Harbin. Seize pays y établirent des consulats et y implantèrent plusieurs milliers d'entreprises industrielles, commerciales et bancaires. Les Chinois s'y établirent aussi, en ouvrant notamment des entreprises de brassage, de production alimentaire ainsi que des industries textiles. Harbin avait dès lors assis son statut de métropole du nord-est de la Chine.
En décembre 1918, pendant la guerre civile russe, le général Khorvat, aidé de gardes blancs et de troupes chinoises, prit la ville, qui devint par la suite un centre important de la communauté juive et de Russes blancs émigrés. La présence russe est à l'origine de l'implantation de l'Église orthodoxe dans la région dont l'ancienne cathédrale Sainte-Sophie est aujourd'hui un vestige. 
L'Armée impériale japonaise occupa Harbin à partir du 4 février 1932. Elle implanta dans le village de Ping Fang, près de Harbin, l'unité 731, où des médecins nippons pratiquaient des expérimentations sur des cobayes humains, sous la direction de Shiro Ishii. La ville est incluse dans le Mandchoukouo créé le 18 février 1932. 
L'Armée rouge prit la ville le 20 août 1945. Après une période sous l'administration du Kuomintang, la ville tomba sous la domination de l'Armée populaire de libération chinoise en avril 1946. Les Russes qui n'avaient pas pris la fuite furent déportés vers la Sibérie.
Les huit cantons de Harbin étaient à l'origine une partie de la préfecture du Songhuajiang (松花江地区) et sont intégrés à la ville le 11 août 1996, faisant de Harbin une cité sous-provinciale.

### XXIesiècle

#### Catastrophe écologique de 2005
Le 23 novembre 2005, une importante nappe de benzène dans le fleuve Songhua, dans le nord de la Chine, menace les habitants de la ville de Harbin, l'une des plus peuplées du pays avec près de 4,6 millions d'habitants. Une explosion dans une usine pétrochimique de Jilin, dix jours auparavant, est à l'origine de cette pollution. L'agence chinoise de l'environnement ne confirme l'accident environnemental que 10 jours après l'explosion à l'usine publique China National Petroleum Corporation. L'explosion, qui a fait 5 morts, a alors provoqué la formation d'une nappe de benzène, un solvant toxique, de 80 km de long.

#### Pollution atmosphérique de 2013
La ville fait face en 2013 à une pollution de l'air, qui se traduit par un pic de pollution lié à l'arrivée de l'hiver et à l'utilisation du chauffage domestique en date du 21 octobre. Les relevés atmosphériques indiquaient un indice de 1 000 pour les particules fines PM2,5 (particules dont le diamètre est de 2,5 micromètres). 
La visibilité est réduite à 50 mètres dans certains endroits de la ville et à moins de 500 mètres dans les villes voisines de la province de Jilin. Les médias locaux font un lien entre cette pollution et le chauffage mis en marche pendant l'hiver.

## Jumelages
| Pays             | Ville                      | Date              | Lieu de signature  | Personne de signature (Harbin) |
| ---------------- | -------------------------- | ----------------- | ------------------ | ------------------------------ |
| Japon            | Niigata                    | 17 décembre 1979  | Niigata            | Minsheng Wen                   |
| Danemark         | Aarhus                     | 2 mai 1984        | Aarhus             | Rensheng Wang                  |
| Canada           | Edmonton                   | 5 décembre 1985   | Harbin             |                                |
| Russie           | Oblast de Sverdlovsk       | 22 avril 1991     | Harbin             | Jiating Li                     |
| États-Unis       | Minneapolis                | 18 septembre 1992 | Harbin             | Changyou Suo                   |
| Russie           | Khabarovsk                 | 15 juin 1993      | Harbin             | Zhu Shengwen                   |
| Pologne          | Varsovie                   | 18 juin 1993      | Harbin             | Zhu Shengwen                   |
| Roumanie         | Ploiești                   | 1 mai 1995        | Ploiești           | Suo Changyou                   |
| Japon            | Asahikawa                  | 21 novembre 1995  | Asahikawa          | Wang Guangtao                  |
| Corée du Sud     | Bucheon                    | 28 novembre 1995  | Bucheon            | Wang Guangtao                  |
| Israël           | Givatayim                  | 23 septembre 1999 | Par correspondance | Cao Guangliang                 |
| Afrique du Sud   | Ekurhuleni                 | 15 juin 2001      | Harbin             | Shi Zhongxin                   |
| Lettonie         | Daugavpils                 | 6 janvier 2003    | Harbin             | Shi Zhongxin                   |
| Brésil           | Salvador                   | 8 avril 2003      | Salvador           | Meng Guangsui                  |
| Australie        | Griffith                   | 7 juin 2005       | Harbin             | Shi Zhongxin                   |
| Nouvelle-Zélande | District de South Taranaki | 14 septembre 2005 | Harbin             | Shi Zhongxin                   |
| Finlande         | Rovaniemi                  | 4 janvier 2006    | Harbin             | Shi Zhongxin                   |
| Hongrie          | Nyíregyháza                | 15 juillet 2006   | Harbin             | Shi Zhongxin                   |
| Italie           | Riccione                   | 19 juillet 2006   | Riccione           | Zhang Guihua                   |
| Russie           | Iakoutsk                   | 10 janvier 2007   | Harbin             | Zhang Guihua                   |
| Philippines      | Cagayán de Oro             | 2 mars 2007       | Par correspondance | Zhang Xiaolian                 |
| Chili            | Punta Arenas               | 18 juin 2007      | Harbin             | Zhang Xiaolian                 |
| Thaïlande        | Chiang Mai                 | 28 avril 2008     | Chiang Mai         | Wang Tieqiang                  |
| France           | Communauté urbaine d'Arras | 30 juin 2008      | Arras              | Zhang Xiaolian                 |
| Autriche         | Wiener Neustadt            | 1 juillet 2008    | Wiener Neustadt    | Zhang Xiaolian                 |
| Allemagne        | Magdebourg                 | 2 juillet 2008    | Magdebourg         | Zhang Xiaolian                 |
| Russie           | Krasnodar                  | 28 juillet 2008   | Harbin             | Zhang Xiaolian                 |
| Royaume-Uni      | Sunderland                 | 19 mai 2009       | Harbin             | Zhang Xiaolian                 |
| Turquie          | Erzurum                    | 2 avril 2010      | Erzurum            |                                |
| Grèce            | Chalandri                  | 15 juin 2010      | Harbin             |                                |
| États-Unis       | Comté de Fairfax           | 15 juin 2010      | Harbin             | Zhang Xiaolian                 |
| Russie           | Tcheliabinsk               | 2012              | Harbin             | Song Xibin                     |
| Biélorussie      | Vitebsk                    | 5 janvier 2012    | Harbin             |                                |
| Biélorussie      | Homiel                     | 19 août 2016      | Harbin             |                                |
| Russie           | Mourmansk                  | 9 septembre 2016  | Harbin             |                                |
| Russie           | Vladivostok                | 15 juin 2017      | Harbin             |                                |
| Lituanie         | Rokiškis                   | 25 juin 2017      | Harbin             |                                |
| Serbie           | Užice                      | 30 novembre 2018  |                    |                                |

## Économie

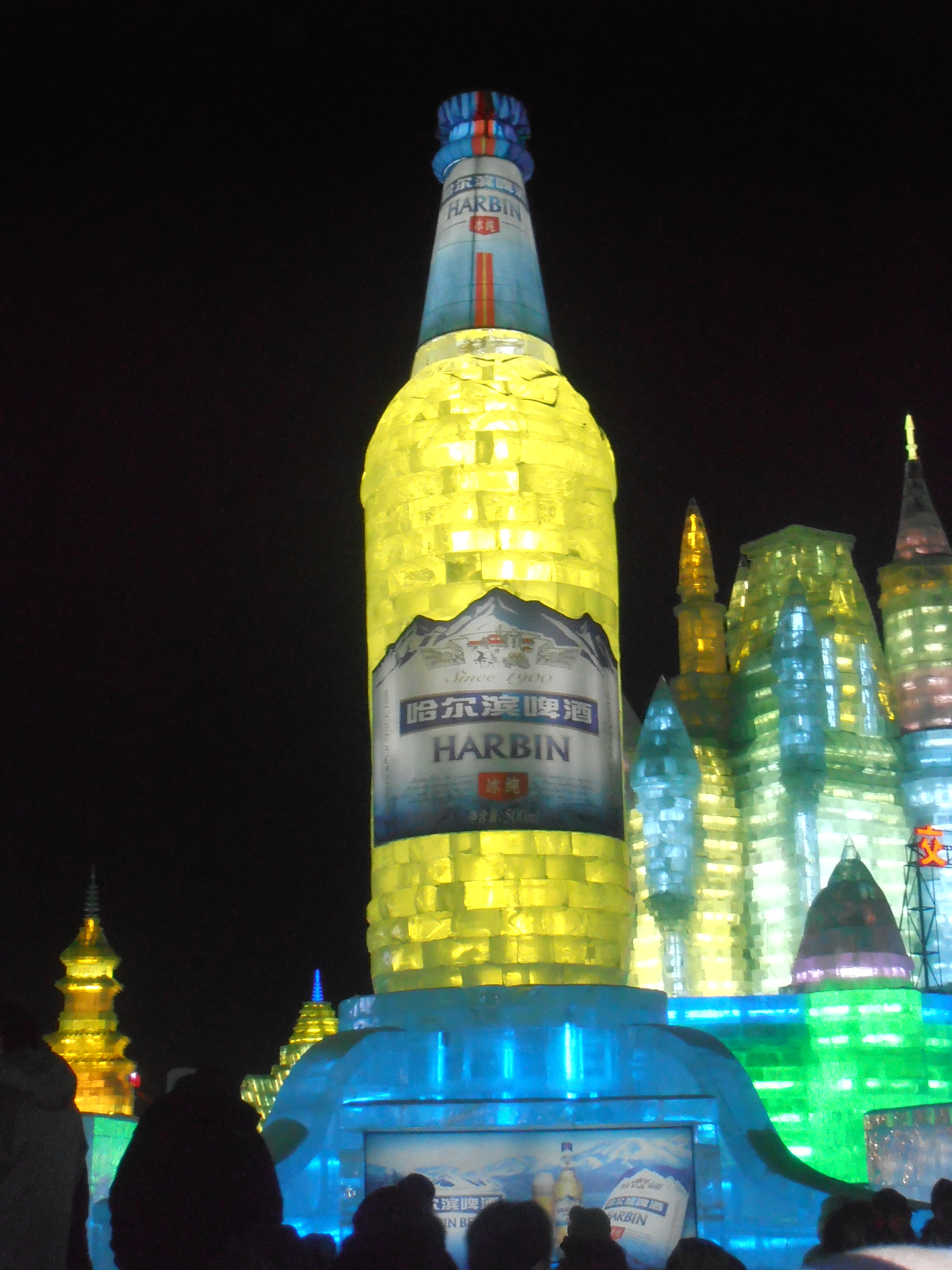
Bouteille de bière Harbin faite de glace au Festival de sculptures sur glace et de neige de Harbin

En 2013, le PIB total a été de 501 milliards de yuans et le PIB par habitant de 49 565 yuans.
Harbin profite du tourisme en hiver grâce au Festival de sculptures sur glace et de neige de Harbin. L'année du tourisme culturel France-Chine y est lancée en 2024. La brasserie Harbin est une des plus grandes de Chine.

## Transport

### Transport aérien
L'aéroport international de Harbin Taiping (哈尔滨太平国际机场) (code IATA : HRB • code OACI : ZYHB) est le principal aéroport de la ville-préfecture.

### Transport ferré
Harbin dispose 4 importantes gares ferroviaires (dont la gare de Harbin), desservies notamment par la LGV Pékin - Harbin, première ligne à grande vitesse de zone à basse température.

### Transport urbain
Le métro de Harbin possède trois lignes qui desservent l'agglomération.

## Enseignement

### Université
- Institut de technologie de Harbin

### Autre établissement
- Conservatoire de musique de Harbin

## Climat
Harbin bénéficie d'un climat de type continental avec influence de la mousson. Les hivers sont froids et très secs car des conditions anticycloniques règnent sur l'Extrême-orient russe et les régions périphériques. Bien que situé à la même latitude que la ville de Lyon, en France, les températures hivernales sont sibériennes. D'ailleurs tous les ans un festival de sculpture sur glace et de neige est organisé à Harbin. Les œuvres restent en place plus d'un mois. Les étés sont par contre chauds et pluvieux. Si on se réfère à la classification de Koppen, le climat de Harbin est de type Dwa (climat tempéré froid avec hiver sec et été chaud).
| Mois                                | jan.  | fév.  | mars | avril | mai  | juin | jui.  | août | sep. | oct. | nov. | déc.  | année |
| ----------------------------------- | ----- | ----- | ---- | ----- | ---- | ---- | ----- | ---- | ---- | ---- | ---- | ----- | ----- |
| Température minimale moyenne (°C)   | −24,5 | −20,9 | −11  | −0,9  | 7,3  | 14,2 | 17,9  | 16,2 | 8,5  | −0,7 | −12  | −21,2 | −2,3  |
| Température moyenne (°C)            | −19,2 | −14,8 | −4,5 | 6,1   | 14,4 | 20,3 | 22,8  | 20,9 | 14   | 4,8  | −7,1 | −16,2 | 3,5   |
| Température maximale moyenne (°C)   | −12,7 | −7,8  | 2,3  | 12,9  | 21   | 26,2 | 27,8  | 26,1 | 20,1 | 11,1 | −1,3 | −10,4 | 9,6   |
| Précipitations (mm)                 | 1,3   | 1,8   | 4,7  | 15,1  | 30,5 | 64,2 | 137,5 | 94   | 44,8 | 19,2 | 4,2  | 2,6   | 419,9 |
| Nombre de jours avec précipitations | 0,2   | 0,5   | 1,2  | 2,6   | 4,3  | 7,3  | 11,2  | 8    | 6,2  | 3    | 1,4  | 0,7   |       |

## Subdivisions administratives

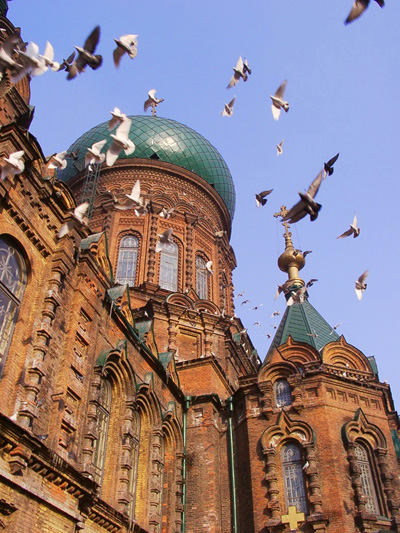
Cathédrale Sainte-Sophie.

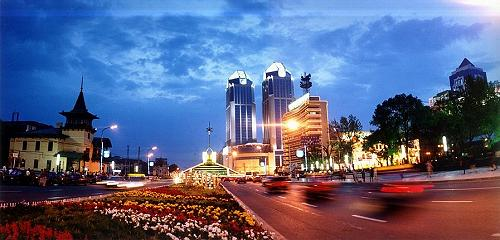
Place Hongbo.

La ville sous-provinciale de Harbin exerce sa juridiction sur dix-huit subdivisions - huit districts, trois villes-districts et sept xian :
- le district de Daoli - 道里区 Dàolǐ Qū ;
- le district de Nangang - 南岗区 Nángǎng Qū ;
- le district de Daowai - 道外区 Dàowài Qū ;
- le district de Xiangfang - 香坊区 Xiāngfáng Qū ;
- le district de Pingfang - 平房区 Píngfáng Qū ;
- le district de Songbei - 松北区 Sōngběi Qū ;
- le district de Hulan - 呼兰区 Hūlán Qū ;
- le district d'Acheng - 阿城区 Āchéng Qū ;
- le district de Shuangcheng - 双城区 Shuāngchéng Qū ;
- la ville de Shangzhi - 尚志市 Shàngzhì Shì ;
- la ville de Wuchang - 五常市 Wǔcháng Shì ;
- le xian de Yilan - 依兰县 Yīlán Xiàn ;
- le xian de Fangzheng - 方正县 Fāngzhèng Xiàn ;
- le xian de Bin - 宾县 Bīn Xiàn ;
- le xian de Bayan - 巴彦县 Bāyàn Xiàn ;
- le xian de Mulan - 木兰县 Mùlán Xiàn ;
- le xian de Tonghe - 通河县 Tōnghé Xiàn ;Entrée du temple du Paradis (Jilesi) près de la cathédrale Sainte-Sophie. Fondé en 1924 par le moine bouddhiste Tanxu.

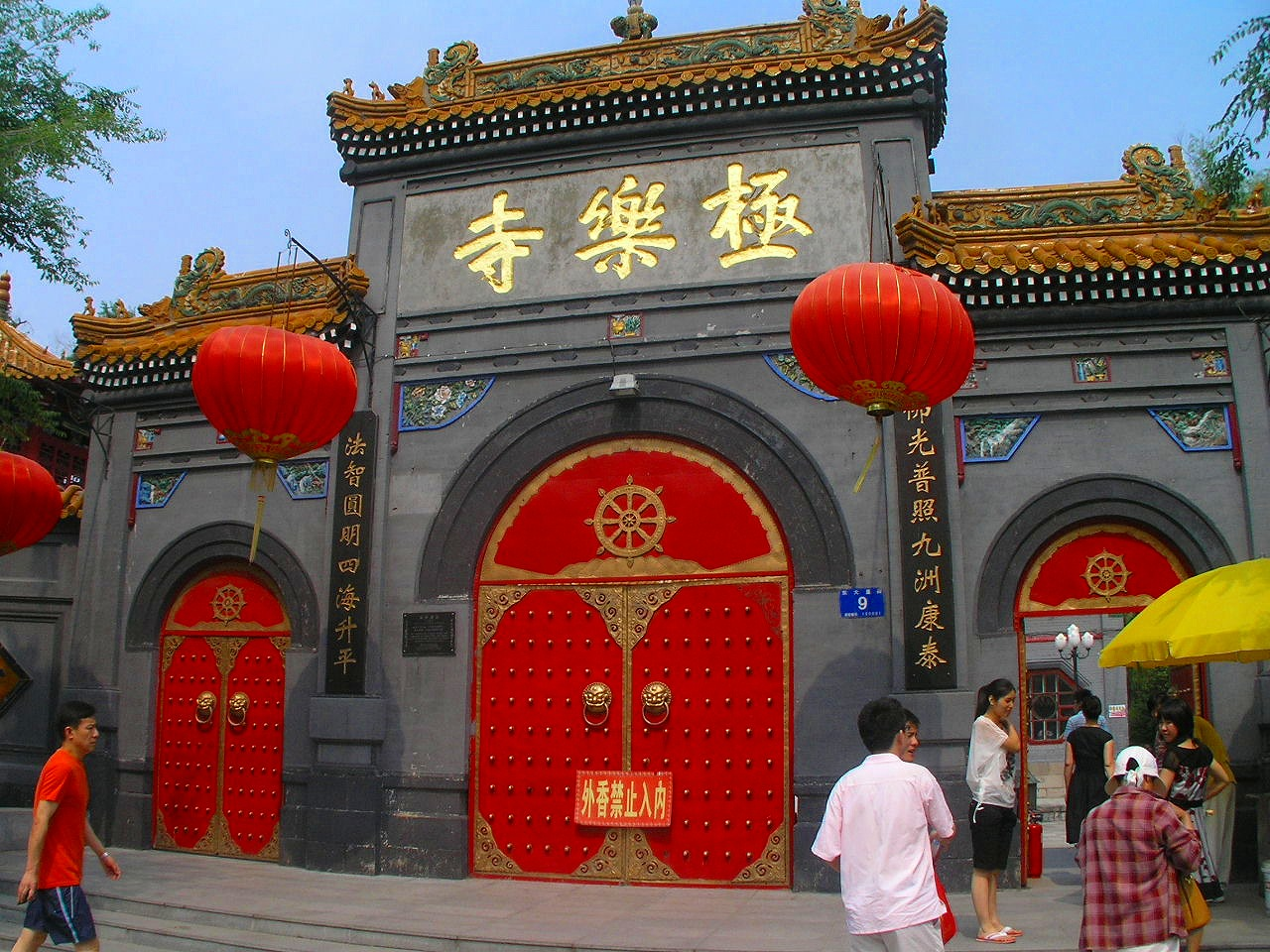
Entrée du temple du Paradis (Jilesi) près de la cathédrale Sainte-Sophie. Fondé en 1924 par le moine bouddhiste Tanxu.

- le xian de Yanshou - 延寿县 Yánshòu Xiàn.

## Personnalités
Kong Linghui (1975-), pongiste, double champion olympique.

### Harbin dans la littérature
- La Prose du Transsibérien et de la petite Jehanne de France, Blaise Cendrars
- Le Goût de l'immortalité, Catherine Dufour
- La Joueuse de go, Shan Sa
- Cruelle est la terre des frontières, Michel Jan
- Les nuits de Sibérie, Joseph Kessel
- Les cygnes sauvages, Jung Chang
- Wasurenagusa, Aki Shimazaki
- Bonsoir, la rose, Chi Zijian
- Neige et corbeaux, Chi Zijian